# Badminton la Jocurile Olimpice de vară din 2012
Probele sportive de badminton la Jocurile Olimpice de vară din 2012 s-au desfășurat în perioada 28 iulie–5 august 2012. Competițiile au avut loc la arena Wembley din Londra în fața unui public de aproximativ 6.000 de persoane.

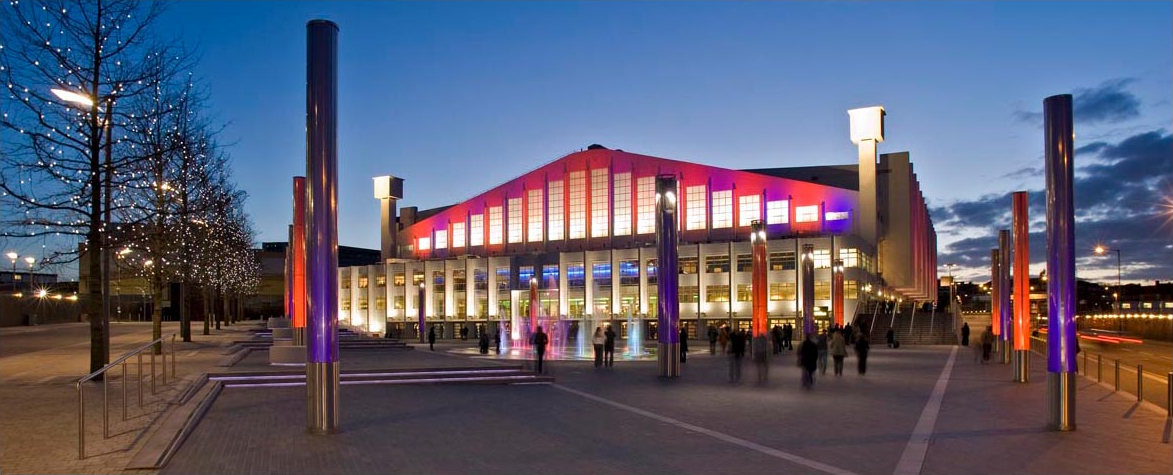
Arena Wembley, locul de desfășurare a probelor sportive de badminton

## Calendarul competiției
| P | Preliminar | O | Optime | ¼ | Sfert de finală | ½ | Semifinală | F | Finală |

| Dată →          | Sâm 28 | Sâm 28 | Sâm 28 | Dum 29 | Dum 29 | Dum 29 | Lun 30 | Lun 30 | Lun 30 | Mar 31 | Mar 31 | Mar 31 | Mie 1 | Mie 1 | Mie 1 | Joi 2 | Joi 2 | Joi 2 | Vin 3 | Vin 3 | Sâm 4 | Sâm 4 | Dum 5 | Dum 5 |
| Probă ↓         | D      | A      | S      | D      | A      | S      | D      | A      | S      | D      | A      | S      | D     | A     | S     | D     | A     | S     | D     | A     | D     | A     | D     | A     |
| --------------- | ------ | ------ | ------ | ------ | ------ | ------ | ------ | ------ | ------ | ------ | ------ | ------ | ----- | ----- | ----- | ----- | ----- | ----- | ----- | ----- | ----- | ----- | ----- | ----- |
| Masculin simplu | P      | P      | P      | P      | P      | P      | P      | P      | P      | P      | P      | P      | O     | O     | O     |       |       | ¼     |       | ½     |       |       |       | F     |
| Masculin dublu  | P      | P      | P      | P      | P      | P      | P      | P      | P      | P      | P      | P      |       |       |       | ¼     |       |       |       |       |       | ½     |       | F     |
| Dublu mixt      | P      | P      | P      | P      | P      | P      | P      | P      | P      | P      | P      | P      | ¼     | ¼     |       |       | ½     |       |       | F     |       |       |       |       |
| Feminin simplu  | P      | P      | P      | P      | P      | P      | P      | P      | P      | P      | P      | P      | O     | O     | O     |       | ¼     |       | ½     |       |       | F     |       |       |
| Feminin dublu   | P      | P      | P      | P      | P      | P      | P      | P      | P      | P      | P      | P      |       |       | ¼     |       |       | ½     |       |       |       | F     |       |       |

## Podium
| Probă           | Aur                                    | Argint                                  | Bronz                                                 |
| Masculin simplu | Lin Dan (Republica Populară Chineză)   | Lee Chong Wei (Malaysia)                | Chen Long (Republica Populară Chineză)                |
| Masculin dublu  | China Cai Yun Fu Haifeng               | Danemarca Mathias Boe Carsten Mogensen  | Coreea de Sud Jung Jae-sung Lee Yong-dae              |
| Feminin simplu  | Li Xuerui (Republica Populară Chineză) | Wang Yihan (Republica Populară Chineză) | Saina Nehwal (India)                                  |
| Feminin dublu   | China Tian Qing Zhao Yunlei            | Japonia Mizuki Fujii Reika Kakiiwa      | Rusia Valeria Sorokina Nina Vislova                   |
| Dublu mixt      | China Zhang Nan Zhao Yunlei            | China Xu Chen Ma Jin                    | Danemarca Joachim Fischer Nielsen Christinna Pedersen |

## Clasament medalii
| Loc   | Țară          | Aur | Argint | Bronz | Total |
| 1     | China         | 5   | 2      | 1     | 8     |
| 2     | Danemarca     | 0   | 1      | 1     | 2     |
| 3     | Japonia       | 0   | 1      | 0     | 1     |
| 3     | Malaezia      | 0   | 1      | 0     | 1     |
| 5     | India         | 0   | 0      | 1     | 1     |
| 5     | Rusia         | 0   | 0      | 1     | 1     |
| 5     | Coreea de Sud | 0   | 0      | 1     | 1     |
| Total | Total         | 5   | 5      | 5     | 15    |